# Benthopanope indica
Benthopanope indica is een krabbensoort uit de familie van de Pilumnidae. De wetenschappelijke naam van de soort is voor het eerst geldig gepubliceerd in 1887 door De Man.